# Myron "Mike" Ranney
Myron "Mike" Ranney (11 de Novembro de 1922 - 22 de Setembro de 1988) foi um sargento da Easy Company, integrante da 101ª Divisão Aerotransportada do Exército dos Estados Unidos, na Segunda Guerra Mundial. Ranney foi retratado por Stephen Graham na minisérie Band of Brothers. História de vida de Ranney foi destaque no livro A Company of Heroes: Personal Memories about the Real Band of Brothers and the Legacy They Left Us.

## Juventude
Ranney nasceu em Kensal, Dakota do Norte sendo o único filho de Russell e Lucy Ranney. Ranney estudava na Universidade de Dakota do Norte antes do Ataque a Pearl Harbor.

## Serviço Militar
Ranney se alistou e foi voluntário para paraquedista. Ele foi enviado para Toccoa, Georgia, e designado para Easy Company liderada pelo capitão Herbert Sobel. Ranney fez parte do primeiro grupo de 140 homens treinados em Toccoa para a Easy Company e rapidamente se tornou sargento da unidade.
Ranney, juntamente com Terrence 'Salty' Harris foram os dois sargentos a iniciar um motim contra o capitão Herbert Sobel. Eles convenceram outros oficiais a se juntarem a eles no manifesto pedindo a remoção do Capitão Sobel do comando da Easy Company. No dia seguinte Ranney foui preso pela polícia militar e no dia seguinte ele e Harris foram rebaixados a soldado pelo Coronel Sink. Ranney foi transferido para a Companhia I do 3° Batalhão. Ele ia ser o guia na I Company mas foi transferido de volta para a Easy Company em 1 de Junho de 1944.
Ranney fez seu primeiro salto em combate na Normandia no Dia D. Ele encontrou alguns homens da Easy Company como William Guarnere, Donald Malarkey, Lynn Compton and Robert 'Popeye' Wynn após o pouso, e mais tarde encontrou Richard Winters. Ranney participou do ataque a Brécourt Manor, e foi premiado com a Estrela de Bronze por esta ação. Richard Winters, que liderou o ataque, considerou Ranney como um dos  'matadores da Easy Company' "que compreendeu instintivamente a complexidade da batalha". Após a batalha da França ele foi promovido de volta a Sargento.
Ranney saltou na Holanda em 17 de Setembro de 1944 para a Operação Market Garden. Em 2 de Outubro de 1944 ele acidentalmente antirou em si mesmo com uma pistola que estava limpando e foi enviado para a Inglaterra. Ranney foi enviado de volta aos Estados Unidos em 1 de Dezembro de 1944 e foi oficialmente dispensado em 24 de Abril de 1945.

## Pós Guerra
Ranney retornou a Universidade de Dakota do Norte e mudou para o curso de Jornalismo. Ele se casou com Julia Hutchinson em 1946, e teve cinco filhos. O casal se divorciou em 1971, casou-se novamente quatro anos mais tarde, mas se divorciou novamente após 2 anos.
Ranney trabalhou como jornalista em vários jornais. Ele também se envolveu no campo das relações públicas, mas retornou ao jornalismo para os anos finais de sua carreira.
No início de 1946, Ranney, Bob Rader e Walter Gordon, iniciaram os encontros da Easy Company. Ranney foi o principal organizador das reuniões iniciais.
Ele morreu em 22 de Setembro de 1988 de ataque cardíaco.

## A citação
A famosa citação
 "Pensando nos dias com a Easy Company, eu me recordo de uma pergunta do meu neto, 'Vovô, você foi um herói na guerra??'
 'Não,', eu respondi, 'mas eu servi numa compania de heróis.'" 
A citação foi escrita por Ranney para Richard Winters em 25 de Janeiro de 1982.